# Bruno De Marchi
Bruno De Marchi (Pordenone, 1925. december 8. – Pordenone, 2007. július 31.) olasz nemzetközi labdarúgó-játékvezető.

## Pályafutása

### Labdarúgó-játékvezetőként

#### Nemzeti játékvezetés
1957-ben lett hazája legfelső szintű labdarúgó-bajnokságának játékvezetője.

#### Nemzetközi játékvezetés
Az Olasz labdarúgó-szövetség Játékvezető Bizottsága 1964-ben terjesztette fel nemzetközi játékvezetőnek, a Nemzetközi Labdarúgó-szövetség (FIFA) bíróinak keretébe. Több válogatott és nemzetközi klubmérkőzést vezetett.

#### Mérkőzései az NBI-ben
| Időpont          | Helyszín             | Mérkőzés  | Eredmény | Nézők száma |
| ---------------- | -------------------- | --------- | -------- | ----------- |
| 1967. június 17. | Népstadion, Budapest | Vasas–FTC | 1 : 2    | 40 000      |

## Sikerei, díjai
1966-ban a Mauro Giovanni alapítvány díját nyerte el, mint az Év Játékvezetője.

## Magyar vonatkozások
1967-ben az MLSZ Játékvezető Bizottságának felkérésére, a Vasas–Ferencváros bajnoki labdarúgó mérkőzést vezette a Népstadionban.